# Пировац
Пировац (хорв. Pirovac) — община и прибрежный населённый пункт в Хорватии, расположенный в Шибеникско-Книнской жупании. Ранее он был известен как Злосело (хорв. Zloselo). Пировац расположен в 26 км от города Шибеник. Он имеет население в 1930 жителей, 93 % из которых составляют этнические хорваты.

## История
Первое историческое упоминание о Пироваце (под названием Злосела) относится к 1298 году. В то время деревня принадлежала дворянам из Брибира — роду Шубичей, а позже она стала собственностью Шибеникской епархии и дворян из Шибеника.
Нынешнее поселение было основано в XV веке беженцами, спасавшимися здесь от турок, в местности, заселённой ещё много веков назад, о чем свидетельствуют остатки римских поселений, найденных на острове Святого Степана. Множество других исторических памятников повествует о постепенном заселении и развитии этого места. Остатки римской виллы в Ивине датируются I веком нашей эры. В 2012 году этот археологический объект был объявлен культурным достоянием Хорватии и получил статус охраняемого памятника культуры.
Оборонительная стена, возведённая около 1505 года Петаром Драганичем, частично сохранилась в Пироваце. Приходская церковь Святого Георгия 1506 года была реконструирована в барочном стиле в XVIII веке. В кладбищенской часовне семьи Драганич-Вранчич находится готический саркофаг с рельефом, созданным в 1447 году Андрией Будчичем из Шибеника и Лоренцо Пинчино из Венеции по эскизам Джорджо да Себенико (Юрая Далматинца). На островке Святого Степана находятся и развалины францисканского монастыря, существовавшего с 1511 года и заброшенного в 1807 году.
К середине XVII века в деревне насчитывалось 25 домов. Число жителей Пироваца возросло с 273 в 1709 году до 1970 в 1931 году. Первая школа была открыта в 1885 году. Название поселения было изменено со Злосела на Пировац в 1921 году.
В деревне Кашич-Баневачки, относящейся к общине, находился памятник партизанам Второй мировой войны, который был разрушен во время Войны за независимость Хорватии. В 2008 году вместо него была возведена часовня в память погибшим в обеих этих войнах